# Alleyrac
 Alleyrac  es una población y comuna francesa, en la región de Auvernia, departamento de Alto Loira, en el distrito de Le Puy-en-Velay y cantón de Le Monastier-sur-Gazeille.

## Demografía
| 307 | 264 | 206 | 165 | 129 | 118 |
| Para los censos de 1962 a 1999 la población legal corresponde a la población sin duplicidades (Fuente: INSEE [Consultar]) |     |     |     |     |     |